# O Lobo do Mar (filme)
O Lobo do Mar (The Sea Wolf) é um filme estadunidense de 1941, do gênero aventura, dirigido por Michael Curtiz e com roteiro adaptado do livro de mesmo nome de Jack London.

## Sinopse
Os sobreviventes de um naufrágio causado pelo choque entre dois barcos são salvos pelo barco "The Ghost", capitaneado por Wolf Larsen, um poderoso, cruel e amoral capitão. Na mesma embarcação estão o escritor Humphrey Van Weyden e a fugitiva Ruth Brewster que começam a planejar sua fuga com a ajuda do marinheiro Leach.